# ダニー・リヒター
ダニー・リヒター（Danny Richter、1973年6月20日 - ）は、ドイツの俳優。

## 出演作品
- es［エス］（囚人番号21）